# Ólga Vótsi
Ólga Vόtsi (en grec : Όλγα Βότση), de son vrai nom Ólga Boúki-Platí (Όλγα Μπούκη-Πλατή), est une femme poète, essayiste et traductrice grecque, née au Pirée le 14 décembre 1922, et morte à Athènes le 15 février 1998. Son œuvre a été reconnue par la critique littéraire, plusieurs fois primée et traduite en France et à l'étranger. Sa vaste connaissance de la littérature grecque de l'Antiquité, de la poésie néohellénique, aussi bien que de la littérature allemande et française lui ont permis d'étudier dans le texte original les œuvres des plus grands auteurs et aussi de traduire les Lettres à son père, de Franz Kafka et les Poèmes en prose de Georg Trakl.

## Biographie
Ólga Vόtsi fait toutes ses études secondaires au Pirée, dans l'École franco-hellénique, où elle acquiert une bonne connaissance du français. Après le baccalauréat, elle poursuit des études supérieures à la Faculté des Lettres de l'Université d'Athènes ainsi qu'à l'Institut français d'Athènes. Dès l'âge de dix-huit ans, elle commence à écrire des vers et publie pour la première fois en 1943, dans une revue du Pirée, le poème Prière. Elle épouse Elefthérios Platís (plus tard professeur, essayiste et critique littéraire), et le suit à Bonn où il poursuit des études de philosophie à l'Université. De 1959 à 1962, elle met à profit ce séjour en Allemagne pour parfaire ses études et obtient un diplôme de littérature allemande. Elle découvre ainsi Maître Eckhart et tous les mystiques et poètes allemands, ce qui oriente sa poésie vers la spiritualité et la quête de l'absolu. De retour en Grèce, elle exerce durant douze ans comme professeur de littérature, dans des établissements publics et privés en Grèce et à Chypre, tout en continuant à publier un grand nombre de recueils, et à collaborer à plusieurs revues littéraires. 
Elle a été membre de l'Association nationale des écrivains grecs, et son œuvre a été plusieurs fois récompensée par des prix littéraires importants :
- en 1971, second prix d'État de poésie
- en 1987, prix Lambros Porphyra de l'Académie d'Athènes
- en 1990, Grand Prix d'État de poésie
- Prix de la Société grecque des Lettres chrétiennes

## Œuvres poétiques
- (el) Τα ποιήματα, 4 τόμοι, Εκδόσεις των Φίλων, Athènes (1989-2002).
- Le Dernier Ange et autres poèmes, édition bilingue, traduction et présentation de Renée Jacquin, Éditions Orphée La Différence (1993)  (ISBN 978-2729-109189)
- L'escalier (Poèmes métaphysiques), présentation et traduction du grec moderne par Bernard Grasset, Le Taillis Pré, 2018

## Œuvres en prose
- (el) Πολύεδρα (1978)
- (el) Οδύνη και Ευδία (1984)